# East of the Sun, West of the Moon
East of the Sun, West of the Moon — четвертий студійний альбом норвезького гурту a-ha, виданий 1990 року.
Альбом «East of the Sun, West of the Moon» багато шанувальників a-ha вважають найкращою платівкою гурту, хоча на хвилі нових музичних напрямків (хаус, медчестер і т. д.) він здавався дещо «немодним». Особливо відзначена перша композиція — кавер-версія прославленої пісні з репертуару Everly Brothers «Crying In The Rain».

## Музиканти
- Пол Воктор-Савой (Paul Waaktaar-Savoy) (6 вересня 1961) — композитор, гітарист, вокаліст
- Магне Фуругольмен (Magne Furuholmen) (1 листопада 1962) — клавішник, композитор, вокаліст, гітарист
- Мортен Гаркет (Morten Harket) (14 вересня 1959) — вокаліст.

## Композиції
| #   | Назва                      | Автор                               | Тривалість |
| --- | -------------------------- | ----------------------------------- | ---------- |
| 1.  | «Crying in the Rain»       | Говард Грінфілд, Керол Кінг         | 4:25       |
| 2.  | «Early Morning»            | Пол Воктор-Савой, Магне Фуругольмен | 2:59       |
| 3.  | «I Call Your Name»         | Пол Воктор-Савой, Магне Фуругольмен | 4:54       |
| 4.  | «Slender Frame»            | Пол Воктор-Савой, Магне Фуругольмен | 3:42       |
| 5.  | «East of the Sun»          | Пол Воктор-Савой                    | 4:47       |
| 6.  | «Sycamore Leaves»          | Пол Воктор-Савой                    | 5:22       |
| 7.  | «Waiting for Her»          | Пол Воктор-Савой, Магне Фуругольмен | 4:49       |
| 8.  | «Cold River»               | Пол Воктор-Савой, Лорен Савой       | 4:40       |
| 9.  | «The Way We Talk»          | Магне Фуругольмен                   | 1:30       |
| 10. | «Rolling Thunder»          | Пол Воктор-Савой, Магне Фуругольмен | 5:43       |
| 11. | «(Seemingly) Nonstop July» | Пол Воктор-Савой                    | 2:55       |

## Позиції у чартах

### Альбом
| Чарт                                    | ЛП |
| --------------------------------------- | -- |
| Австрія Австрійський альбом-чарт        | 23 |
| Велика Британія Британський альбом-чарт | 12 |
| Німеччина Німецький альбом-чарт         | 8  |
| Канада Канадський альбом-чарт           | 37 |
| Норвегія Норвезький альбом-чарт         | 1  |
| Швейцарія Швейцарський альбом-чарт      | 16 |
| Швеція Шведський альбом-чарт            | 35 |

### Сингли
| Рік  | Сингл              | Чарт                                   | ЛП |
| ---- | ------------------ | -------------------------------------- | -- |
| 1990 | Crying in the Rain | Австрія Австрійський сингл-чарт        | 17 |
| 1990 | Crying in the Rain | Велика Британія Британський сингл-чарт | 13 |
| 1990 | Crying in the Rain | Німеччина Німецький сингл-чарт         | 6  |
| 1990 | Crying in the Rain | Ірландія Ірландський сингл-чарт        | 8  |
| 1990 | Crying in the Rain | Норвегія Норвезький сингл-чарт         | 1  |
| 1990 | Crying in the Rain | Франція Французький сингл-чарт         | 11 |
| 1990 | Crying in the Rain | Швейцарія Швейцарський сингл-чарт      | 21 |
| 1990 | I Call Your Name   | Німеччина Німецький сингл-чарт         | 37 |
| 1990 | I Call Your Name   | Франція Французький сингл-чарт         | 45 |
| 1991 | Early Morning      | Німеччина Німецький сингл-чарт         | 52 |
| 1991 | Early Morning      | Ірландія Ірландський сингл-чарт        | 29 |